# Omar Méndez
Omar Pedro Méndez (1934. augusztus 7. –) uruguayi válogatott labdarúgó.
Az uruguayi válogatott tagjaként részt vett az 1954-es világbajnokságon.

## Sikerei, díjai
Nacional
- Uruguayi bajnok (3): 1955, 1956, 1957

## Külső hivatkozások
- Omar Méndez – a FIFA adatbázisában
- Omar Pedro Méndez a National-football-teams.com oldalon